# (8) Flora
(8) Flora és un asteroide gran i brillant del cinturó d'asteroides. Està probablement compost d'una barreja de roca silícia i metallés de níquel-ferro.
És el major membre de la família Flora d'asteroides (a la qual dona nom) i un vestigi d'un cos major que es va fragmentar després d'una violenta col·lisió.
Va ser descobert des de l'Observatori George Bishop de Londres per John Russell Hind el 18 d'octubre de 1847. Aquest va ser el seu segon asteroide descobert, després d'Iris.